# M/S Jupiter
M/S Jupiter är en av Färjerederiets vägfärjor som sedan insatt 2007 trafikerar Ljusteröleden, en allmän färjeled mellan Östanå (vid Roslags-Kulla) och Ljusterö färjeläge vid Småskärsudd på Ljusterö i Stockholms skärgård.
M/S Jupiter döptes vid Ljusterö färjeläge den 5 juni 2007 klockan 11.26.

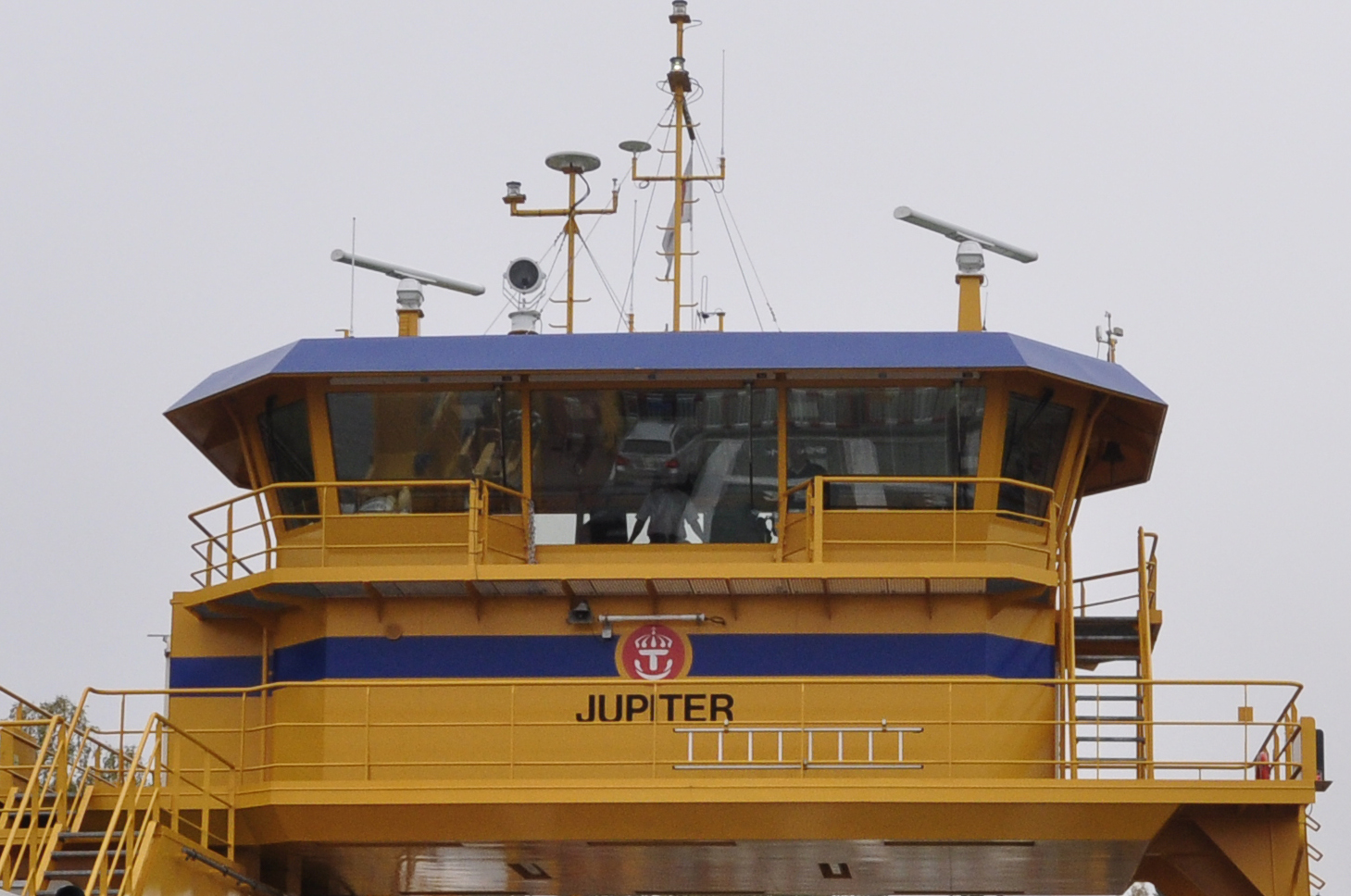
Jupiters kommandobrygga, 2014.

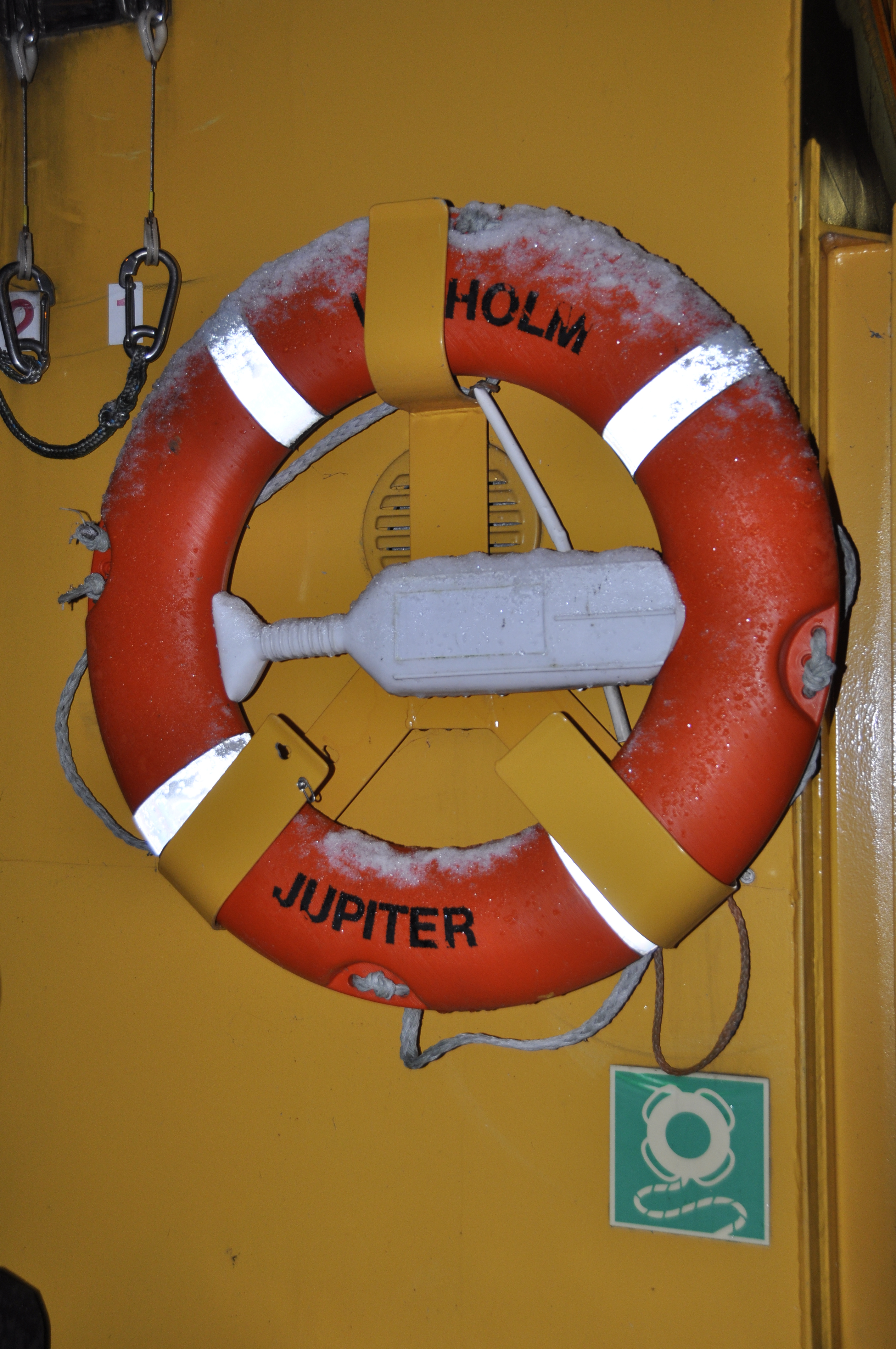
Livboj på färjan M/S Jupiter.